# Zamia chigua
Zamia chigua är en kärlväxtart som beskrevs av Berthold Carl Seemann. Zamia chigua ingår i släktet Zamia och familjen Zamiaceae. IUCN kategoriserar arten globalt som nära hotad. Inga underarter finns listade i Catalogue of Life.